# Кубок Вірменії з футболу 1994
Кубок Вірменії з футболу 1994 — 3-й розіграш кубкового футбольного турніру у Вірменії. Володарем кубка вдруге поспіль став Арарат.

## Попередній раунд
Матч відбувся 27 березня 1994 року.
| Команда 1 | Рахунок | Команда 2 |
| --------- | ------- | --------- |
| Наїріт    | +:-     | Лорі      |

## Перший раунд
Матчі відбулися 2 і 3 квітня 1994 року. Команда Арарат пройшла до наступного раунду автоматично після жеребкування.
| Команда 1       | Рахунок         | Команда 2         |
| --------------- | --------------- | ----------------- |
| Цемент (Арарат) | 0:2             | Ширак             |
| Арпа (2)        | 2:1             | Зангезур          |
| ЦСКА (Єреван)   | 0:4             | Котайк            |
| СКА-Араі        | 0:2             | ВЗСС              |
| Каназ (Єреван)  | 0:5             | Бананц (Котайк)   |
| Наїріт          | 0:0 дч пен. 3:4 | АСС-СКІФ (Єреван) |
| Єразанк         | 2:0             | Ван (Єреван)      |

## Чвертьфінали
Перші матчі відбулися 1 квітня, а матчі-відповіді — 5 квітня 1994 року.
| Команда 1         | Заг. | Команда 2       | 1-й матч | 2-й матч |
| ----------------- | ---- | --------------- | -------- | -------- |
| Ширак             | 12:0 | Арпа (2)        | 7:0      | 5:0      |
| Котайк            | 0:8  | ВЗСС            | 0:5      | 0:3      |
| АСС-СКІФ (Єреван) | 2:6  | Бананц (Котайк) | 0:3      | 2:3      |
| Єразанк           | 1:6  | Арарат          | 0:3      | 1:3      |

## Півфінали
Перші матчі відбулися 10 квітня, а матчі-відповіді — 1 травня 1994 року.
| Команда 1       | Заг.    | Команда 2 | 1-й матч | 2-й матч |
| --------------- | ------- | --------- | -------- | -------- |
| Бананц (Котайк) | 2:4     | Арарат    | 2:1      | 1:1      |
| Ширак           | 2:2 (ч) | ВЗСС      | 1:0      | 1:2      |

## Фінал
| 26 травня 1994 |

| Арарат       | 1:0 | Ширак |
| ------------ | --- | ----- |
| Барсегян 82' |     |       |

| Стадіон «Раздан», Єреван Глядачів: 10 000 Арбітр: С.Казарян |